# Alfred Wilhelm
Alfred Wilhelm (* 15. Dezember 1920 in Hülzweiler; † 2. April 2015) war ein deutscher Politiker (CDU).

## Leben
Nach der Volksschule absolvierte Wilhelm eine kaufmännische Lehre. 1940 wurde er als Soldat eingezogen und geriet 1944 in amerikanische Kriegsgefangenschaft, aus der er 1947 entlassen wurde. Anschließend arbeitete er in einer Sägemühle und war Angestellter in einer Industriemühle.
Wilhelm war seit 1955 Mitglied der CDU. Im Jahr 1965 wurde er in den Landtag des Saarlandes gewählt, dem er bis zur Niederlegung seines Mandats im Juni 1984 angehörte. Von 1970 bis 1973 hatte er den Vorsitz seiner Fraktion inne. Am 22. Februar 1973 wurde er Nachfolger von Helmut Bulle als Minister für Finanzen und Forsten im Kabinett Röder IV. Nach einer Regierungsumbildung im Januar 1974 (Röder V) übernahm er den Posten des Innenministers von Ludwig Schnur. Dieses Amt übte er auch in den Kabinetten Röder VI und Zeyer I aus. Im Mai 1980 wurde er von Rainer Wicklmayr abgelöst.
Wilhelm war römisch-katholisch. Er war verheiratet und hatte zwei Kinder.

## Ehrungen
Wilhelm wurde am 4. April 1986 mit dem Saarländischen Verdienstorden ausgezeichnet.